# Marko Saaresto
Marko «Mark» Saaresto (Helsinki, 5 de Dezembro de 1970) é um vocalista finlandês, conhecido por ser o líder da banda de rock alternativo Poets of the Fall.
Saaresto tem um treinamento vocal clássico, e sua voz tem um alcance vocal de Baixo-barítono.

## Biografia

### Antes doPoets of the Fall: BandaPlaygrounde primeiras composições
Antes do Poets of the Fall, Saaresto era o líder da banda Playground, com a qual gravou uma fita demo composta de 14 faixas, no início dos anos 90. Porém, a fita nunca chegou a ser lançada, já que a banda não encontrou uma gravadora para lançá-lo.
Ele chegou inclusive a escrever as músicas ""Change", em 1990, e Maybe Tomorrow is a Better Day, em 1988. Estas duas músicas fariam sucesso mais tarde sendo gravadas pelo Poets of the Fall.

### Notoriedade comLate Goodbyee formação doPoets of the Fall
No início dos anos 90, Saaresto trabalhou como designer gráfico. Foi neste ofício que ele conheceu Sam Lake, que em 2002 seria o criador dos jogos Max Payne. Em 2003, Sam Lake, então roteirista da Remedy Entertainment (produtora dos jogos Max Payne), conhecendo o talento musical de Saaresto, pediu a ele para compor uma música para o seu futuro lançamento, Max Payne 2. Após receber um poema escrito pelo próprio Sam Lake para o jogo, Saaresto fez uma adaptação do poema e o musicou. E foi assim que nasceu "Late Goodbye", que logo ganharia o status de "cult", e o primeiro lugar no prêmio anual G.A.N.G. em San Jose, Califórnia.
O sucesso da canção foi tanto, que Saaresto decidiu formar o Poets of the Fall.

## Discografia

### ComPlayground
- 1990 - Playground (Demo album)

### ComPoets of the Fall
- 2005 - Signs of Life
- 2006 - Carnival of Rust
- 2008 - Revolution Roulette
- 2010 - Twilight Theater
- 2012 - Temple of Thought
- 2013 - Live in Moscow 2013
- 2014 - Jealous Gods
- 2016 - Clearview

### Participação em Outros Projetos
- 1999 - Composição da faixa "Millennium Of Insight", presente no álbum Twilight Cinema, de Lauri Järvilehto.[5]
- 2008- Vocais (junto com vários outros vocalistas) no projeto "I Saved The World Today".[6]
- 2008- Vocais e letra no single "Taking A Vacation From Me", da banda Bright Lightning.[7]
- 2008 - Composição e arranjo da canção "Salaisuuksia", da cantora Johanna Kurkela.[8]
- 2009 - Vocais, produção e arranjo musical nas faixas "King See No Evil" e "My Heart Is A Beating Drum", presente no álbum "Cyanide Skies", da banda Phoenix Effect.[9]
- 2010 - Partição na trilha sonora de Alan Wake e Alan Wake's American Nightmare se passando por vocalista de uma banda fictícia chamada Old Gods of Asgard.